# ジュリアン・ハクスリー
 サー・ジュリアン・ソレル・ハクスリー（Sir Julian Sorell Huxley、1887年6月22日 - 1975年2月14日）は、イギリスの進化生物学者、ヒューマニスト、国際間協力の推進者。
自然選択説を強力に擁護し20世紀中盤の 総合進化説の形成を主導した。1935年から1942年までロンドン動物学会の事務局長、1946年から1948年までユネスコの初代事務局長を務めた。世界自然保護基金の創設メンバーでもある。ハクスリーは書籍や記事、ラジオ、テレビで科学啓蒙活動を続けたことでよく知られていた。

## 生涯
ジュリアン・ハクスリーはイギリスの著名なハクスリー一族の出身で、彼の弟には作家のオルダス・ハクスリー、異母弟にはノーベル賞受賞者のアンドリュー・ハクスリーがいる。彼の父は作家、編集者のレオナルド・ハクスリーで、父方の祖父は チャールズ・ダーウィンの友人であり有力な支援者であったトマス・ヘンリー・ハクスリーである。母方の祖父は人文学者のトム・アーノルド、大叔父には詩人のマシュー・アーノルドがいる。曾祖父は、教育者のトーマス・アーノルドである。

### 幼少時代

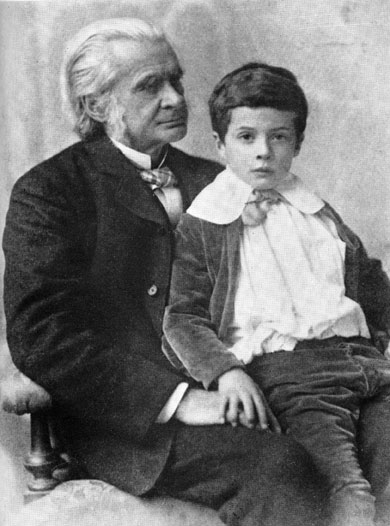
トマス・ヘンリーとジュリアン。1893年。

ハクスリーは1887年に叔母の小説家マリー・オーガスタ・ウォードの家で生まれた。彼が生まれたとき、父レオナルドはヴィクトリア女王の即位50周年記念式典に出席中だった。ハクスリーはイングランドのサリーで祖父の薫陶を受けながら育ち、幼い頃から自然への興味を示した。トマス・ヘンリーが夕食の席で魚が子育てしないことを話し出したときに、「トゲウオはどうなの、おじいちゃん？」と言った（トゲウオは子育てをする）。祖父に連れられてキュー・ガーデンのJ.D.フッカーを訪ねたこともあった。
13歳の時に奨学生としてイートン校に入学し、科学への興味をのばした。彼の祖父はイギリスの科学教育の確立に大きな影響を与えた初期の一人でもあった。イートン校では「ピギー」と呼ばれた科学教師W.D.ヒルの指導の下で、特に鳥類への関心を強めた。後年、回想して次のように語っている。「ピギーは素晴らしい教師でした...私はいつも彼に感謝していました」。1905年にオックスフォード大学ベリオール・カレッジに入学した。
1906年の晩夏、ドイツで発生学と原虫への興味を抱いた。1908年、大学生活最後の年の秋に母親が46歳の若さで癌で死去した。まだ若い息子たちと8歳の幼い娘を抱えるハクスリーの家族にとって大きな打撃であった。1909年に大学を首席で卒業した。6月にはケンブリッジ大学で開催されたダーウィン生誕100周年の記念国際会議に参加した。同年は『種の起源』公刊50周年でもあった。

### 青年時代

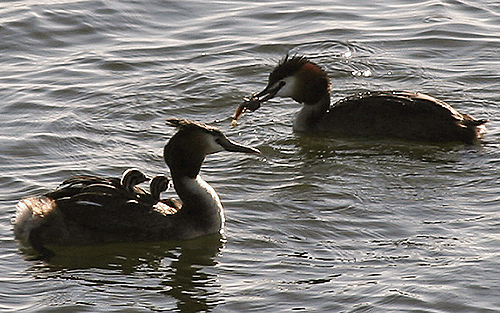
カンムリカイツブリ

ハクスリーは奨学金を得て1年間ナポリの海洋生物研究所で過ごし、ウニやホヤの研究によって発生学を学んだ。1910年にオックスフォード大学動物学・比較解剖学の助手に任命され、ミズドリ（アカアシシギやカイツブリなど）の求愛行動の系統的な観察研究に着手した。子どもの頃のバードウォッチングはハクスリーの鳥類への関心を刺激し、鳥類の調査と保全の手法を考案する助けとなった。1914年のカンムリカイツブリに関する論文（のちに本として出版された）は鳥類の行動学におけるランドマークとなった。儀式的行動に対して「ペンギンダンス」や「プレシオサウルスレース」といった印象的な呼称を付けたが、これらは一般の読者の興味をひき、忘れがたいアイディアとして印象づけるのに成功した。
1912年、アメリカ合衆国のテキサス州ヒューストンに開設されたライス研究所で生物学部を指導するようエドガー・オーデル・ラベットから依頼された。依頼を受けたハクスリーは1912年9月に下見のために米国へ渡り、ライス研究所の他にいくつかの主要な大学を訪問した。コロンビア大学のトーマス・ハント・モーガンのショウジョウバエ研究室で大学院生だったハーマン・J・マラーをライスに招聘した。マラーは招聘を引き受け、博士号を急いで取得すると1915-16年の学期に間に合うようヒューストンへ移住した。ライスでマラーは生物学を教え、ショウジョウバエの研究も続けた。

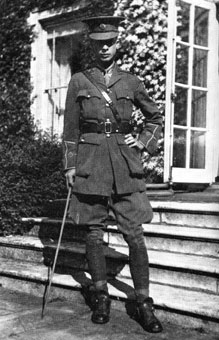
情報部時代のハクスリー。1918年。

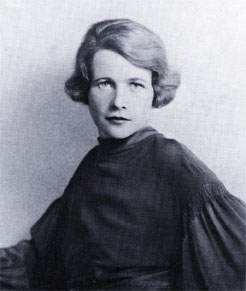
ジュリエット・ハクスリー。1929年頃。

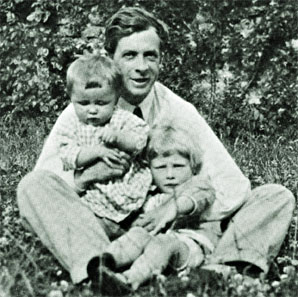
ハクスリーと二人の息子、アンソニーとフランシス

ライス研究所で助教授として着任する前に、新しい仕事の準備としてドイツに一年間滞在した。第一次世界大戦が勃発するほんの数ヶ月前に研究所で働いていたとき、ハクスリーは他の研究者が通過する航空機について「この飛行機がイギリスの上空を飛ぶ日はそう遠くない」と話すのを耳にした。1913年に「K」との関係の破綻によって心を病み、療養所に通った（「K」とは彼の母校の学生であったキャサリン・フォーダムのことと判明している）。
彼の衰弱は翌年には回復したが、同じ療養所にいた2歳年下の弟トレヴェリアンは、しばらく後にそこで死去した。トレヴェリアンは首をつった。鬱病はハクスリー家を悩ませた。
テキサスの生活で楽しみの一つはハチドリの観察だった。しかし実業家エドモンド・エイブリー・マキルヘニーがルイジアナ州に残したエイブリー島への訪問はより重要だった。マキルヘニー家とエイブリーの従兄弟たちがその島を所有し、彼らの有名なタバスコソースをの生産を行っていた。マキルヘニーは生前、鳥類に情熱を燃やしていて、1895年頃に島の中に個人的な「聖域」をもうけた。そこはバード・シティとよばれていた。そこでハクスリーはサギ、アオサギ、サンカノゴイを発見した。それらのミズドリはつがいが互いに求愛ディスプレイを行い、両性共に同じ性的二形を発達させる。
1916年9月、ハクスリーは戦争に参加するためにテキサスからイングランドに戻り、軍の情報部で働いた。最初は政府通信本部 (GCHQ) におり、それから北イタリアへ行った。戦争の後、オックスフォードのニュー・カレッジの研究員となり、ソンムの戦いで戦死した彼の以前の指導教官ジェフリー・スミスにかわって動物学部のシニア助手となった。
1919年にジュリエット・バイヨーと結婚した。彼女はフランス系スイス人で、オットーリン・マレル夫人の屋敷で開かれたブルームズベリー・グループの会合で出会った。新婚生活は研究生、才能のある妻、カイツブリと共にあり、そして不幸なことにもう一つの抑鬱性の衰弱に見舞われた。このときが最も深刻だった。ジュリエットの自叙伝によれば、鬱の段階は中程度から重度で、双極性障害だったようである。この出来事から回復するには長い時間がかかった。にもかかわらずこの時期にハクスリーは、この後の30年から40年のあいだ動物学を主導し彼を賞賛することになる学生たちを育てた。E.B.フォードは彼が研究生活を始めた頃にハクスリーから受けた励ましと彼の率直さを生涯忘れることはなかった。
1925年にハクスリーは動物学教授としてキングス・カレッジ・ロンドンに移った。しかし1927年に、彼の同僚も驚いたことに、フルタイムでH.G.ウェルズと彼の息子G.P.ウェルズと共に働くために教授を辞任した。彼らは『サイエンス・オブ・ライフ』シリーズを出版した。しばらくの間ハクスリーはキングスカレッジの動物学部で名誉講師として働き続けた。1927年から1931年まで王立研究所でフレリアン生理学教授を勤め、通年の講義を受け持った。その時は誰も理解しなかったが、彼の研究者としての人生は唐突に終わった。
1929年にサイエンス・オブ・ライフの仕事を終わらせると、ハクスリーはイギリス領東アフリカ（ケニヤの大部分とウガンダ、タンガニーカ）の植民地政府に教育を助言するために東アフリカを訪れた。そこでセレンゲティ平原の野生動物が、（ツェツェバエが人の立ち入りを妨げたために）ほとんど手つかずで残っていることを発見した。この経験はのちに『アフリカの眺め』（1931年）として出版された。
ハクスリーはは船上で18歳のアメリカの少女と恋に落ち（その時ジュリエットはそこにいなかった）、それからジュリエットに自由結婚のアイディアを話したことを、後に彼女は明らかにした。
ジュリエットは「ジュリアンが本当に求めていたことは.....慣習的な結婚の束縛からの本当の解放でした」と述懐している。二人はしばらく離れ、ハクスリーはアメリカに旅立った。彼は適当な地位を手に入れ、そのうちWeldmeierと結婚することを望んだ。彼は蒸発していたときのことを何も書き残していないが、明らかに成功できなかった。結婚生活に戻るために1931年にイギリスに戻った。その後2年間、アメリカで仕事を手に入れようと試みたが成功しなかった。

### 壮年期
1930年代に入ると、ハクスリーは世界各地を旅行し、科学的なものから政治的なものまで様々な活動に参加した。1931年にインツーリスト社の招待でソビエト連邦を訪問し、社会と経済の大規模な改革計画を賞賛した。イギリスに戻ると政治と経済計画のシンクタンクの創設メンバーとなった。それからケニヤや他の東アフリカの国々を訪れ、自然保護活動を視察し、マラリアのためにまだほとんど人がいない地域を国立公園にした。1933年から1938年にはハイリー卿によるアフリカ調査委員会のメンバーを務めた。

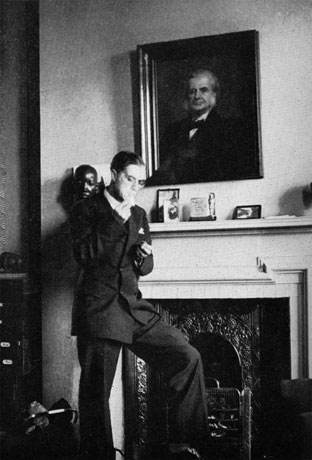
1935年頃。祖父のポートレイトの下でタバコに火を付けるジュリアン。

1935年にロンドン動物学会の事務局長に就き、それから7年間の多くを学会と動物園（ロンドン動物園とホィップスネイド野生動物園）の運営に費やした。先代の事務局長ピーター・チャルマーズ・ミッチェル卿は長年その地位にあって巧みに会員と理事会の衝突を避けていた。ハクスリーが着任したとき、状況はかなり変わっていた。彼は洗練された管理者ではなかった。彼の妻はこう書いている。「彼は落ち着かず......才覚が欠けていると言っていた」。
それでもハクスリーはいくつかの変革と改善をもたらした。例えば子どもに馴染み易くなるように、動物園全体のデザインを変えるよう提案した。今日ではこれは見過ごされている。しかし当時にあっては論争の的だった。ペットコーナーを設けるために会員用の公園を削り、柵を作った。新たに副園長を任命し子どもたちと話すことを奨励した。動物園マガジンを創刊した。
当時、会員とその招待客には日曜日に無料で入場できる特権があり、その代わり一般客は日曜日には入れなかった。ハクスリーは招待客は入場料を支払わなければならないことに決め、会員が正当な権利だと考えてきたことのいくつかを制限した。
1938年、王立協会フェローに選出された。
1941年にアメリカに招待されて、講演旅行を行った。ハクスリーはアメリカが第二次世界大戦に加わるべきだと発言して論争を引き起こした。それから数週間して真珠湾攻撃が起きた。アメリカが参戦したとき、イギリスに戻るのが困難だと気付き、講演旅行は延長された。動物学会の理事会にとってハクスリーは心配の種だった。理事会を批判した「お節介な連中だ......裕福なアマチュアで、いつまでも地位にしがみついて、独裁的だ」との発言は彼を追い出す好機として利用された。事務局長のポストは「コスト削減のため」に廃止されそうになった。ハクスリーの俸給は半減され、その上アメリカにいる間は無給と決まったのでこの決定は彼個人への攻撃だと広く認識された。一般市民からも抗議の声が上がったが、結局理事会は彼らの思惑通りに事態を進めた。
1943年にイギリス政府から植民地での高等教育に関する植民地委員会に参加するよう依頼を受けた。委員会の任務は西アフリカの英連邦諸国のために大学の設置に適当な場所を探すことだった。ハクスリーはそこで肝炎に倒れ、深刻な精神の衰弱におそわれた。彼は完全に身動きがとれなくなり、電気けいれん療法を受けた。回復までに一年を要した。その時55歳になっていた。

### 老年期
ハクスリーは生涯にわたって国際主義者であり、教育に関心を持っていた。国際連合教育科学文化機関（ユネスコ）の創設に関わり、1946年に初代事務局長に就任した。憲章によって6年と決まっていた任期はアメリカの代表団の圧力で2年に引き下げられた。
理由は明らかになっていないが、彼の左翼的な傾向とヒューマニズムが要因とされている。実際には、ハクスリーの非宗教的な立場は幅広い国際的な利益と交流にとってプラスに作用した。彼の事務局長としての活動は精力的で実りが多かったと考えられている。2週間でユネスコの理念と目的に関する60ページの冊子を書き上げ、ユネスコの公文書として印刷して配布した。しかし彼の科学的ヒューマニズムの立場は内心的な反対者を多く生み出した。人口抑制のための（戦争と飢饉回避のための）産児制限というアイディアは、コミンテルン / コミンフォルムとカトリック教会から憎悪された。
ユネスコは最初の数年で、ダイナミックでそれまでにない新たな役割を持つようになった。ハクスリー以来それは巨大で、官僚的だが安定した組織となった。
パリで過ごした年月の個人的と社会的な側面は、妻によって描写されている。
ハクスリーの国際主義と環境保護への関心はビクター・スターラン、ピーター・スコット卿、マックス・ニコルソン、ガイ・マウントフォートらと共に自然保護を目的とした国際的な基金調達グループとして世界野生生物基金（現在の世界自然保護基金）の設立へと導いた。
もう一つの戦後の活動は、ソビエト連邦の政治的な科学者トロフィム・ルイセンコへの攻撃であった。ルイセンコはラマルキズムを支持し、農業に関する非科学的な宣言をしてロシアの正統的な遺伝学を破壊した。そして本物の科学者をあるべき地位から追放した。1940年に優れた植物遺伝学者ニコライ・ヴァヴィロフは逮捕され、後任としてルイセンコは遺伝学研究所の所長に就いた。ヴァヴィロフは裁判で「サボタージュ」の罪に問われ、1941年に死刑判決を受けた。執行猶予中の1943年に栄養失調でヴィヴァロフは刑務所の中で死んだ。彼の逮捕はルイセンコの策略が原因であった。ルイセンコ主義は確立された遺伝学を否定しただけでなく、ダーウィンの原理に基づく農作物の人為選択を止めた。これはソビエトの農業システムによる慢性的な飢饉に繋がったかも知れない。ハクスリーは当初は反共主義者ではなかった。しかしスターリンによるルイセンコ主義の断固とした採用は、彼の寛容な態度を終わらせた。
ルイセンコは精神病院で最後の日々を送り、1955年にヴィヴァロフは裁判で名誉を回復した。
1950年代に、ハクスリーはフランスのイエズス会士で古生物学者のピエール・テイヤール・ド・シャルダンの仕事を英語圏に紹介する役割を果たした。ド・シャルダンの考えはカトリックのヒエラルキーによって不当に扱われていた。イエズス会は彼の考えの公表を禁じたが、彼の死後、姪らが彼の手記の出版の準備を行った。ハクスリーは『現象としての人間(1959)』の序文を書き、合理主義者の友人たちから厳しく批判された。二人とも進化を信じていたが、ハクスリーが無神論者であったのに対してド・シャルダンが理神論者であったことは、進化に対する二人の解釈が根本的に異なっていたことを示している。
1975年に87歳でハクスリーが死去すると、タンガニーカの国立公園理事ジョン・オーウェンはこう述べた。「ハクスリーは世界で最も偉大な人の一人だった......彼は初期のアフリカの野生生物の保護に重要な役割を果たした。（そして）彼は国際社会に広い影響を与えようと奮闘した。」
ハクスリーの国際的、ヒューマニズム的な影響に加えて、彼の研究の貢献はエソロジー、発生学、遺伝学、人類学、そして初期の細胞生物学分野のいくらかで進化をカバーした。この分野での彼の卓越性と、特に現代総合説の成立への貢献がダーウィン・メダル（1956）とダーウィン＝ウォレス・メダル（1958）の受賞に繋がった。
ハクスリーはノーベル賞を受賞したコンラート・ローレンツの友人であり師だった。そして他の人々を教え、励ました。全体的に言えば、彼は有名な祖父よりもいっそうオールラウンドなナチュラリストで、自然選択説の承認と受容に大きな貢献をした。彼の視点は国際的で、いくぶん理想主義的だった。

## 業績

### 進化生物学
ハクスリーはアウグスト・ヴァイスマンの後に続いて進化の主要な原動力として自然選択を擁護した重要な人物であった。20世紀中盤の総合説成立において重要な役割を果たした。生物科学を一般に伝える優れた才能を持っていた。次の三つの点は特筆に値する。

#### 個人的影響
20世紀初頭にあって、ハクスリーは自然選択が進化の原動力であり、小さなステップが積み重なって（跳躍ではなくて）進化が起きると考えていた少数派の生物学者であった。
この視点は現在のスタンダードである。
研究者として彼が果たした役割はほんのわずかだったが、1920年代のオックスフォードで数多くの生物学者を育てた。
- 生態学のチャールズ・エルトン、海洋生物学のアリスター・ハーディ、細胞学のジョン・ベイカーはみなそれぞれの分野で成功した。ベイカーはハクスリーが死んだとき、王立協会の追悼記事を執筆した[21]。
- 恐らく最も重要なのはエドモンド・ブリスコ・フォードであろう。彼は生態遺伝学と呼ばれる分野を創設し、総合進化説の成立に貢献した。
- もう一人重要な弟子はギャビン・ド・ビアで、彼は進化と発生の関わりについて論文を書き、自然史博物館の館長となった。

この二人の優れた科学者は共に、実験動物学、発生学、遺伝学、動物行動学のハクスリーの講義に出席した。彼らはハクスリーの同僚となり、またそれぞれの分野で指導者となった。
科学者が今日ほど頻繁に旅行しなかった時代に、ハクスリーは例外であった。彼はヨーロッパとアメリカ合衆国、アフリカ、ロシアの各地を旅行した。そのため彼は各地の科学者、ナチュラリスト、行政官と交流し、影響を与える事ができた。
- アメリカでは自然選択説が危機的状況にあったときに、他の進化生物学者の再評価に影響を与えた。
- アフリカでは植民地政府にアフリカの教育と自然保護について助言した。
- ヨーロッパではユネスコを通して、第二次世界大戦後の教育の再建に大きな役割を果たした。
- ロシアではハクスリーの経験は複雑である。彼の好意的な視点はスターリンの残酷な抑制政策とルイセンコ事件を認識するに従って転換した[22]。彼がソビエト連邦に影響を残したという証拠はほとんど無いが、それは他の西側の科学者についても同じ事が言える。「マルクス＝レーニン主義は独断的な宗教になった......そして全ての独断的な宗教と同じように、それは改革から迫害へ転じた」[23]。

#### 現代の総合進化説
- ハクスリーは第二次大戦中に起きた新たな進化理論の総合の主要な創設者のひとりである。遺伝子と個体群という異なるレベルのアイディアの合成は生物学のコンセンサスを得て、1940年代以降、現在でも広く支持されている。「進化生物学史の最も有益な出来事は“ネオダーウィン主義的総合”の確立だった(Berry and Bradshaw 1992)」[24]。総合は「一方が正しく他が間違っていると立証されたのではなく、以前の（各分野の）研究戦略のうち最も可能性のある要素の交換によって」もたらされた(Ernst Mayr 1980)[25]。
- ハクスリーの最初の「試行」は『サイエンス・オブ・ライフ』（1929-1930）の執筆だった。そして1936年に長くて重要な論文をイギリス学術会議で発表し[26]、1938年には三本の重要なレビューを出した[27][28][29]。これらの長い論文のうち二つは性選択（ダーウィンのアイディアで、近年再評価されている）に関連していた[30][31]。ハクスリーは性選択を「単なる自然選択の一側面......つがうことに役立つ特徴に向けられる関心で、通常は性に限定されている」と考えた。この不承不承の容認は彼のカンムリカイツブリ（生涯一夫一妻を維持する）の求愛の研究に影響を受けている。ほとんどの場合、求愛は配偶者選択が行われる前ではなくて、後に起こる。
- ハクスリーの役割は仲介者だった。彼は他の多くの理論家と会い、統合を助けた。彼の著書『進化：現代的総合』はロンドン動物学会で事務局長をしている間に、20世紀の前半に書かれた特筆すべき文献を利用して書かれた。それは1942年に出版され、学術誌のレビューは熱狂した。アメリカン・ナチュラリストはそれを「ここ10年で最も優れ、もしかすると今世紀最大の進化理論の論文」と呼んだ。素晴らしく、基礎的な理論の統合で、アプローチは完全に科学的である[32][33]。
- ハクスリーの総合進化説の貢献者として普通リストされるのは、エルンスト・マイヤー、テオドシウス・ドブジャンスキー、ジョージ・ゲイロード・シンプソン、ベルンハルト・レンチェ、レッドヤード・ステビンズ、J・B・S・ホールデン、ロナルド・フィッシャー、シューアル・ライトだが、1942年にハクスリーの著書が出版された時点でまだ数人の特徴的な貢献は形になっていなかった。 エドモンド・フォードの生態遺伝学、染色体の専門家シリル・ダーリントンらは証拠と理論の両方において重要な貢献をした。
- ハクスリーの著作で20回以上引用される主な生物学者はダーリントン、ダーウィン、ドブジャンスキー、フィッシャー、フォード、ゴルトシュミット、ホールデン、マラー、レンチェ、トゥリル、ライトである。
  - このリストには意外な人物も含まれている。ゴルトシュミットは跳躍による進化を擁護した。影響力のあった遺伝学者だったが、たびたび同意できないとして言及された。トゥリルはハクスリーに植物に関する知識を伝えた。
  - このリストは三人の重要な人物を含んでいない。マイアと植物学者ステビンズと古生物学者シンプソンである。マイアは16回引用され、後の二つの版ではそれ以上である。この三人はそれぞれ、数年後に特筆すべき本を書いた。この三人の総合への貢献は疑いなく、彼らの引用の少なさはハクスリーの本が出た時期が早かったことに起因する。ハクスリーの本は古生物学に弱かった。シンプソンの後の研究が総合に貢献した重要性はそのために大きかった。
- 「新たな総合」と「進化的総合」は彼が提案した用語である[34]。1938年には「クライン」を提案した[35][36]。これは複数の亜種が地理的に連続して生息している状態を指す語で、古典的な例としては北極を囲むように存在するカモメの亜種の輪である。このクラインは輪状種（環状種）の典型例でもある。総合説へのハクスリーの最後の貢献のいくつかは生態遺伝学分野だった。彼は多型の調査で、自然中では驚くほど広範に多型が見られることに気付いた。特に一部のグループでは他の種よりも顕著な多型が非常に多く見られる。小さな二枚貝、ヒトデ、イソギンチャク、多毛環虫、バッタなどで見られる色や模様の多様性の膨大さは、おそらく捕食者の認識を困難にする効果によって維持されている[37][38][39]。

## 進歩思想
- ハクスリーは広い意味で進化が生物の進歩につながったと考えていた。「ゴールのない進歩」は彼のフレーズの一つで、アリストテレスの古典的な目的論とは区別した。「一般人、あるいは少なくとも普通の詩人、哲学者、神学者は常に進化のプロセスの中で目的を見つけることを切望していた。私はこの推論が完全に間違っていると思う」。 進化的進歩の概念は20世紀後半に厳しい批判を浴びた。たとえば分岐学者は、科学的な意味である生物が「より進化して」いて別の種が「進化していない」という表現に強く反対した。しかし皮肉にもクレードやグレードといった分岐学の用語を提案したのはハクスリーだった。この問題に関してハクスリーは「持続的な形態」の概念を（少なくとも人生の前半では）強調し、殆どどんな進歩でも拒否する直前だった祖父のトマスと正反対の位置にいた。
- 『進化：現代的総合』の最終章で進化的進歩を「生物学的効率性の上位レベルの登場、これは環境の制御・環境からの独立の度合いを増すこと」と定義した。

- 進化的進歩の概念は古い歴史を持つ。ダーウィン以前には人が自然のピラミッドの最上位に立っているという概念が問題なく受け入れられていた。問題は自然選択による進化がそれほど単純ではないことだった。ダーウィンの見解はたびたび変化した。エリオット・ソーバーが指摘したように、自然選択の理論の中には複雑さやそのほかいかなる尺度であれ進歩を増大させる要素がない。ダーウィンは「博物学者は何が高等で何が下等かを表す、互いを満足させるような定義をまだ持っていない」と述べた。これは現在でもそうである。他の進化生物学者、たとえばステビンスやレンチェの中にもハクスリーに似た考えがあった。前進進化（anagenesis：種全体が同じ方向に進化すること）は改善を意味しないが、現在でも用いられている。

### 世俗的ヒューマニズム
- ハクスリーのヒューマニズムは、人類は自身の運命をその手に握っているという見解から導かれた。ハクスリーは不可知論を促進したが、倫理の基礎を供給するのもとしてヒューマニズムを選んだ。

- ジュリアン・ハクスリーと祖父トマスは共に進化と倫理の結びつきの可能性に関してロマネスレクチャーを担当した。ハクスリーはイギリスでの合理主義と世俗的ヒューマニズム運動と密接な関わりを持っていた。1927年から死去するまで合理主義者出版連盟の名誉会員であり、1963年にイギリスヒューマニスト協会の会長となり、1965年にA.J.エイヤーが引きついだ。1962年にアメリカヒューマニスト協会からヒューマニストオブザイヤー賞を受賞した。また国際ヒューマニスト倫理同盟（International Humanist and Ethical Union）の創設に関わり、ジョン・デューイ、アルベルト・アインシュタイン、トーマス・マンらとニューヨークのファーストヒューマニスト協会の創設理事を務めた。

### 宗教自然主義
ハクスリーは手紙で次のように書いた。

## 優生思想と人種
ハクスリーはイギリス優生学協会の著名な会員であり、1937-44年に副会長、1959-62年に会長を務めた。彼は優生学が人の遺伝子プールから好ましくない変異を取り除くのに重要だと考えた。彼は少なくとも第二次世界大戦の間、人種は生物学的に意味のない概念で、人間へそれを適用することは非常に矛盾していると考えた。1920年代と30年代のもっとも極端なタイプの優生主義の率直な批判者だった。それでも彼は優生運動の重鎮であった。1936年と1962年の二回、ゴルトン記念講演を行った。著作の中で何度か次のフレーズを用いた：「農作物の生殖質の管理のための知恵を疑う人はいない。それならなぜ人に同じ概念を用いないのか？」。ハクスリーは当時、社会の最下層の人々が遺伝的に劣っていると考えていた知識人の一人だった。
| 「 | 最下層の人々はあまりに早く生殖しすぎる。したがって…自然選択の最後のチェックの除去によって子供があまりに簡単につくられたり生き残ったりしないように、彼らはあまりに簡単に福祉や病院での治療にアクセスすべきではない。長期の失業は不妊の基礎でなければならない。 | 」 |

ここでは一般の労働者階級ではなくて、「もっとも退廃したわずかな人々の仮想的除去」を指していた。この見解は当時は珍しくなく、ウィリアム・アーネスト・キャッスル (William Ernest Castle)、C.B.ダヴェンポート、H.J.マラーらにも共有されていた。公衆衛生と人種政策に関して次のように書いた。
| 「 | [文明化された社会は]人の生殖の管理と人口のコントロールのために、少なくとも人種的な素質の悪化を防ぐために、十分な方策を発明して実施しない限り、人類は崩壊する運命にある… | 」 |

そして生物学的手法は社会政策を科学的なものにするための主要な道具でなければならないと述べた。Duvallの見解では「彼の意見はイギリスのリベラルな知的エリートの間で容認できる範囲内だった。彼はネイチャーと産児制限や「自発的な」不妊への熱意を共有していた」。中央集権的社会、経済計画への熱意と産業主義的な価値観への反対は二度の大戦の間の左翼主義的な思想家に共通していた。人生の終わり頃、ハクスリーはこの考えがどれほど嫌われているかを認識した。二巻組の自伝ではインデックスに優生学もゴルトンもない。そしてこのテーマは訃報と伝記からも省かれた。例外はイギリス優生学協会によって手配された会議の議事録である。
1930年代にヨーロッパでファシズムが高まったことで、民俗学者アルフレッド・ハッドン (en)、昆虫学者アレクサンダー・カール＝サンダース (en)、科学史家チャールズ・シンガー (en) とともに『We Europeans』を書くよう依頼された。ハクスリーは「人種」という単語が「民族集団」におきかえられるよう主張した。第二次大戦の後、人種問題に関するユネスコ宣言のために尽力した。
| 「 | 人種は、生物学的視点から、種ホモ・サピエンスを構成している人類集団の一つと定義できるかもしれない。…今、科学者は現在のところ認識されている人類のグループについて何を言うべきだろうか？人種は異なる人類学者によって異なる分類ができ、また分類されてきた。しかし現在、大部分の人類学者は現代人を主要な次のように分けることに同意する。モンゴロイド集団、ネグロイド集団、コーカソイド集団…カトリック、プロテスタント、ムスリム、ユダヤは人種ではない… | 」 |

戦争後の時代にあって、優生的な概念が大量殺人を引き起こしたという認識の後で、ハクスリー（1957）は人類が科学とテクノロジー、そしておそらく優生学も含めて、そしてまた重要なことに、社会環境の改善を通して自身を向上させなければならないという見解を表すために「トランスヒューマニズム」の用語を提案した。

### 用語の提案
ハクスリーは新たな用語を作り出す才能を持っていた。これらは今日でも重要である：
- Clade：クレード (1957)
- Cline：クライン (1938)
- Grade：グレード (1959)
- Ethnic group：民族集団 (1936:「人種」に代わる語として)
- Morph：モーフ (1942: 後により厳密に定義されポリモーフィズム/多型となった。)
- Ritualization：儀式化 (1914: 鳥類の求愛行動などから)
- Transhumanism：トランスヒューマニズム (1957)

## 受賞歴等
1950年にトーマス・ハックスリー記念賞を受賞。1953年にユネスコから科学普及の功績に対してカリンガ賞を贈られた。1956年には王立協会からダーウィンメダルを受賞した。ダーウィンとウォレスが自然選択説を発表してからちょうど100年後の1958年にはロンドン・リンネ学会からダーウィン＝ウォレス・メダルが贈られ、同年ナイトに叙された。1959年に人口問題に関する家族計画分野でラスカー財団から特別賞を受賞した。

## 著作
- The individual in the animal kingdom (1911)
- The courtship habits of the Great Crested Grebe (1914) - エソロジーのランドマーク
- Essays of a Biologist (1923)
- The stream of life (1926)
- Animal biology (J.B.S. Haldaneと共著、1927)
- Religion without revelation (1927、改訂版 1957)
- The tissue culture|tissue-culture king (1927) - サイエンスフィクション
- Ants (1929)
- The science of life: a summary of contemporary knowledge about life and its possibilities (H.G. & G.P. Wells共著、1929-30). 当初は31巻の分冊出版 Amalgamated Press  (1929-31)、のち3巻に再編して発行[注釈 2]
- Bird-watching and bird behaviour (1930)
- An introduction to science (Edward Andradeと共著、1931-34)
- What dare I think?: the challenge of modern science to human action and belief. Chatto & Windus, London; Harper, N.Y. (1931)
- Africa view (1931)
- The captive shrew and other poems (1932)
- Problems of relative growth (1932)
- A scientist among the Soviets (1932)
- If I were Dictator. Methuen, London; Harper, N.Y. (1934)
- Scientific research and social needs (1934)
- Elements of experimental embryology (Gavin de Beerと共著、1934)
- Thomas Huxley's diary of the voyage of HMS Rattlesnake (1935)
- We Europeans (A・ハッドンと共著、1936)
- Animal language (写真は Yllaによる。動物の鳴き声の記録入り: 1938、再版 1964)
- 性の選択に関する現在の立場。掲載元はGavin de Beer (編集) Evolution: Essays on aspects of evolutionary biology (11-42頁). Oxford: Clarendon Press (1938)
- The living thoughts of Darwin (1939)
- The new systematics. Oxford. (1940) - ハクスリー選による「新総合」の礎石をなす随想集。分類学、進化、自然選択、遺伝学、集団遺伝学を扱う。
- Democracy marches. Chatto & Windus, London; Harper N.Y. (1941)
- The uniqueness of man. Chatto & Windus, London. (1941; 再版 1943). アメリカ版の題名は Man stands alone. Harper, N.Y.  (1941).
- On living in a revolution. Harper, N,Y. (1944)
- Evolution: the modern synthesis. Allen & Unwin, London. (1942)[注釈 3] 第二次世界大戦前の進化に関する論考をまとめたもの。
- Evolutionary ethics (1943)
- TVA: Adventure in planning (1944)
- Evolution and ethics 1893-1943. Pilot, London. アメリカ版の題名 Touchstone for ethics Harper, N.Y. (1947) T.H. HuxleyとJ・ハクスリー両者の著作をまとめてある。
- Man in the modern world (1947) eBook The uniqueness of man (1941) および On living in a revolution (1944) に基づくエッセー集。
- Soviet genetics and World science: Lysenko and the meaning of heredity. Chatto & Windus, London. アメリカ版の題名  Heredity, East and West. Schuman, N.Y. (1949).
- Evolution in action (1953)
- 『蘇俄遺傳學批判』李景均 訳, 中華文化出版事業委員會〈現代國民基本知識叢書 第2輯〉 (1953) （中国語）ハクスリーの中国語綴りは赫胥黎。タイトル別名 蘇俄遺傳學: Soviet genetics、遺傳學 : 東方與西方 : 李森科及世界科學: Heredity east and west : Lysenko and world science
- Evolution as a process Allen & Unwin, London. (1954) Hardy A.C.とFord E.B.と共編
- From an antique land: ancient and modern in the Middle East. Parrish, London (1954, 改訂版 1966)
- Kingdom of the beasts (1956) Wolfgang Suschitzkyと共著。
- Biological aspects of cancer (1957)
- New bottles for new wine Chatto & Windus, London; Harper N.Y. (1957); アメリカ版に改題 Knowledge, morality, destiny. N.Y. (1960)
- The coming new religion of humanism (1962)
- The humanist frame (編集、1961)
- Essays of a humanist (1964) 再版 1966, 1969, 1992: ISBN 0-87975-778-7
- The human crisis (1964)
- Darwin and his world (1965) バーナード・ケトルウェル (en)と共著。
- Aldous Huxley 1894-1963: a memorial volume. (編集、1965)
- The future of man: evolutionary aspects. (1966)
- The wonderful world of evolution (1969)
- Memories (全2巻 1970 & 1973) - 自伝
- The Mitchell Beazley Atlas of World Wildlife. Mitchell Beazley, London. Purnell, Cape Town. (1973) タイトル別名 Rand McNally Atlas of World Wildlife.
- Howard, H. Eliot Territory in bird life. Collins (1948 edition) - 序、James Fisher (生物学者)と共著
- Ein Leben für die Zukunft : Erinnerungen Ungekürzte Ausg, Deutscher Taschenbuch Verlag〈DTV: 1678〉(1981). ISBN 3423016787.（ドイツ語）
- レイチェル・カーソン; エドワード・シャクルトン Silent spring  Penguin Books (1982). ISBN 0140224041 序文を担当。
- Peterson, Roger Tory; Mountfort, Guy; Hollom, Philip A.D.; Lundevall, Carl-Fredrik Europas fåglar : en fälthandbok 7., reviderade och utökade uppl, P. A. Norstedt (1985) ISBN 9118441025.（スウェーデン語） タイトル別名 A field guide to the birds of Britain and Europe.
- Macan, Tom T; Worthington, E. Barton ; Davies, Margaret M.; Gilmour, John; Mellanby, Kenneth; Hosking, Eric John (写真) Life in lakes and rivers 第3版 Collins (1990) New naturalist ISBN 1870630297
- Birx, H. James Evolutionary humanism, Prometheus Books (1992); Great minds series. ISBN 9780879757786.
- Problems of relative growth, Johns Hopkins University Press (1993). Foundations of natural history ISBN 0801846595.
- UNESCO : its purpose and philosophy : facsimiles of English and French editions of this visionary policy document, Euston Grove (2010). ISBN 9781906267018

### 翻訳
- 『科学と社会』日本学術振興会訳、日本学術振興会、1937年。
- 『死とは何か　その他』丘英通訳、岩波書店〈岩波新書 第13〉、1938年。
- A・ハッドン『人種の問題』小泉丹訳、岩波書店〈岩波新書 第69〉、1940年。
- 『蟻』内田亨・小山東一訳、創元社、1940年。
  - 『蟻の生活』中岡宏夫訳、社会思想研究会出版部〈現代教養文庫 第48〉、1953年。
- 『アフリカ紀行』酒井善孝訳、新潮社、1942年。
- H.G.ウェルズ、G.P.ウェルズ共著『生命の科学　「生物進化の証跡」篇』石田外茂一訳、改造出版社〈改造文庫 1部 245〉、1942年。
- H.G.ウエルズ『生命の科学』 第14巻、小野俊一訳（再版）、平凡社、1948年。
- 『ユネスコの目的と哲学』上田康一訳、日本教文社〈ユネスコ叢書 第3〉、1950年。
- 『飢えと光り』古沢安二郎訳、新潮社、1959年。
- 『J.ハックスレー科学論集』原一郎註釈、研究社出版〈研究社小英文叢書 174〉、1959年10月。
- 『ヒューマニズムの危機　新しい人間主義の構想』日本ユネスコ協会連盟ヒューマニスト・フレーム翻訳刊行委員会訳、平凡社、1964年。
- 『進化とはなにか　20億年の謎を探る』長野敬・鈴木善次訳、講談社〈ブルーバックス〉、1968年。
- 『進化と精神』若林千鶴子訳、思索社、1973年。
- 『The uniqueness of man』、大阪教育図書〈Contemporary English series〉32、1978年。
  - 『進化と精神』若林千鶴子訳、思索社、1990年7月。ISBN 4-7835-0180-7。
- 『ジュリアン・ハックスリー自伝』 1巻、太田芳三郎訳、みすず書房、1973年。
- 『ジュリアン・ハックスリー自伝』 2巻、太田芳三郎訳、みすず書房、1973年。
- 『進化の話』三省堂編修所訳、三省堂〈考える百科シリーズ 4〉、1974年。
- 『脱・ヒューマニズム』石塚京子・沢田允夫・吉田謙二訳、法律文化社、1975年。
- 『時の回廊　中東歴史紀行』田隅恒生訳、平凡社、1992年6月。ISBN 4-582-48108-6。

## 伝記
- Baker John R. 1978. Julian Huxley, scientist and world citizen, 1887-1975. UNESCO, Paris.
- Clark, Ronald W. 1960. Sir Julian Huxley. Phoenix, London.
- Clark, Ronald W. 1968. The Huxleys. Heinemann, London.
- Dronamraju, Krishna R. 1993. If I am to be remembered: the life & work of Julian Huxley, with selected correspondence. World Scientific, Singapore.
- Green, Jens-Peter 1981. Krise und Hoffnung, der Evolutionshumanismus Julian Huxleys. Carl Winter Universitatsverlag.（ドイツ語）
- Huxley, Julian. 1970, 1973. Memories and Memories II. George Allen & Unwin, London.
- Huxley, Juliette 1986. Leaves of the tulip tree. Murray, London [妻の伝記。夫の記述を含む。]
- Keynes, Milo and Harrison, G. Ainsworth (eds) 1989. Evolutionary studies: a centenary celebration of the life of Julian Huxley. Proceeding of the 24th annual symposium of the Eugenics Society, London 1987. Macmillan, London.
- Olby, Robert 2004. Huxley, Sir Julian Sorell (1887–1975). Oxford Dictionary of National Biography の記載 (2680 ワード)
- Waters, C. Kenneth and Van Helden, Albert (eds) 1993. Julian Huxley: biologist and statesman of science. Rice University Press, Houston. [科学史研究者によるハクスリー著作と思考の分析]